# ヴラディミーラ・ドヴォジャーコヴァー

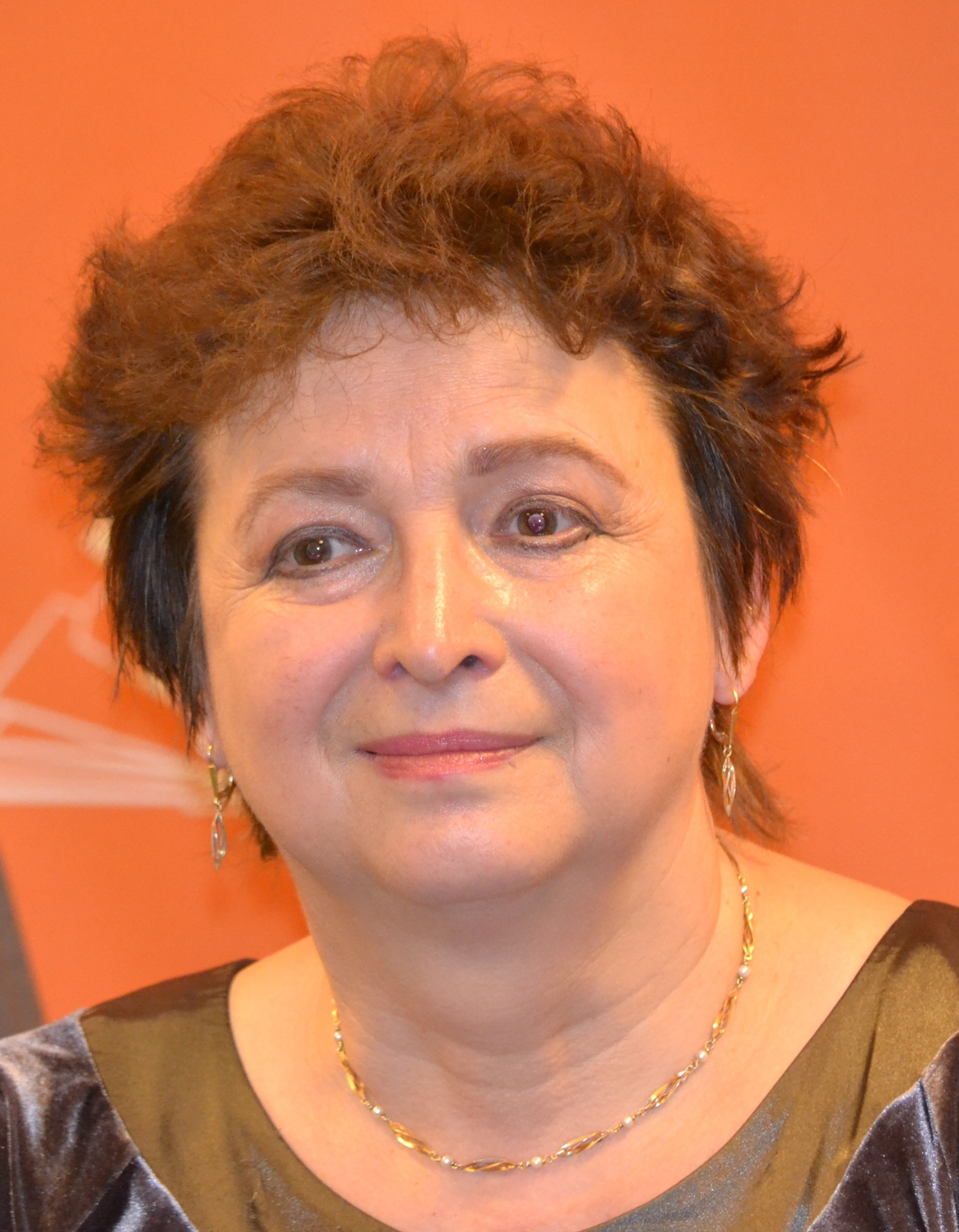
Vladimíra Dvořáková (2013)

ヴラディミーラ・ドヴォジャーコヴァー（Vladimíra Dvořáková、1957年2月11日-、カルロヴィ・ヴァリ）は、チェコの政治学者。プラハ経済大学の国際関係学部学部学部長でチェコ共和国学術委員会委員長。2003年にはチェコ共和国で女性として初の政治学教授に就任した。

## 経歴
1976年から1981年にかけてプラハのカレル大学哲学部でロシア語と歴史を学ぶ。『反植民地闘争からブルジョア的憲法制度の形成へ：1774年の第１回大陸会議における交渉から1791年の10項目からなる第一次憲法批准までの時期における合衆国革命の意義と目的の変遷』というタイトルの学位論文でアメリカ合衆国の建国当時の出来事を対象に議論をおこなう。1982年、同大学にて哲学博士となる。1981年から1990年の期間にはチェコスロヴァキア学術院オリエンタル研究所に勤務し1987年に博士候補の学位を取得した。当時はラテンアメリカ諸国の政治システムの研究に従事。
ビロード革命後の1990年-1992年には、国立法学研究所政治学評議会に参加し、1994年からはプラハ経済大学国際関係学部政治学科にて教鞭をとる。2002年からは同学科長。体制転換や民主化における移行政治や比較政治学が専門。
チェコスロヴァキアにおいて学問研究としての政治学研究が始まったのは1989年であった。それ以前の旧東側ブロックにおいてこの分野の学問研究は存在しなかった。
ドヴォジャーコヴァーはかつてチェコスロヴァキア共産党の党員であったが、この理由については1970年代後半頃から共産党の内部から変化をもたらしたいという気持ちがあったからだと述べている。

## 著作

### 代表作
- 2005 – Komparace politických systémů II.
- 2002 – Spojené státy americké - společnost a politika
- 1995 – Komparace politických systémů I.
- 1994 – O přechodech k demokracii
- 1992 – Staré struktury a lustrace v novodobých dějinách
- 1990 – Nikaragujská politika
- 1987 – Mexická zahraniční politika a revoluční proces ve Střední Americe